# Бањоли ди Сопра
Бањоли ди Сопра (итал. Bagnoli di Sopra) је насеље у Италији у округу Падова, региону Венето.
Према процени из 2011. у насељу је живело 1745 становника. Насеље се налази на надморској висини од 5 м.

## Становништво
Према резултатима пописа становништва 2011. у општини је живело 3.626 становника.
| 1931. | 1936. | 1951. | 1961. | 1971. | 1981. | 1991. | 2001. | 2011. |
| ----- | ----- | ----- | ----- | ----- | ----- | ----- | ----- | ----- |
| 5.062 | 5.403 | 5.933 | 4.847 | 4.109 | 4.078 | 3.884 | 3.882 | 3.626 |

## Партнерски градови
- Хард